# Michael Chernus
Michael Chernus (nascido em 8 de agosto de 1977)  é um ator americano. Ele já atuou em filmes, televisão e no palco. Ele é mais conhecido por seu papel como Cal Chapman na série de comédia-drama originais Netflix Orange Is the New Black (2013-2019)
Chernus já atuou em filmes como Men in Black III, Captain Phillips, The Bourne Legacy, e em Spider-Man: Homecoming como Consertador.

## Carreira

### Cinema
| Ano  | Título                 | Papel         |
| ---- | ---------------------- | ------------- |
| 2005 | Winter Passing         | Ben           |
| 2007 | The Messengers         | Alan          |
| 2009 | The Rebound            | Ator #3       |
| 2010 | Love and Other Drugs   | Jerry         |
| 2011 | Higher Ground          | Ned           |
| 2012 | Jack and Diane         | Jaimie        |
| 2012 | Men in Black III       | Jeffrey Price |
| 2012 | The Bourne Legacy      | Arthur Ingram |
| 2013 | Captain Phillips       | Shane Murphy  |
| 2015 | Aloha                  | Roy           |
| 2017 | Spider-Man: Homecoming | Consertador   |